# أليكس وليامز (متزلج جبال)
أليكس وليامز (بالإنجليزية: Alex Williams)‏ هو متزلج جبال أمريكي، ولد في 25 أكتوبر 1963.

## وصلات خارجية
- أليكس وليامز على موقع الاتحاد الدولي للتزلج (التزلج على المنحدرات الثلجية) (الإنجليزية)
- أليكس وليامز على موقع الاتحاد الدولي للتزلج (التزلج على المنحدرات الثلجية) (الإنجليزية)
- أليكس وليامز على موقع اللجنة الأولمبية الدولية (الإنجليزية)
- أليكس وليامز على موقع أوليمبيديا (الإنجليزية)